# Parciális integrálás
A matematikai analízisben a parciális integrálás egy olyan módszer, amely függvények szorzatának integrálját írja át a szorzatban szereplő függvények deriváltjának, illetve primitív függvényének használatával. A módszer gyakran leegyszerűsíti az integrandust abban az értelemben, hogy az integrálszámítást egyszerűbben végre lehet hajtani parciális integrálást követően.
Ha adott két függvény {\displaystyle f=f(x)}, illetve {\displaystyle g=g(x)} alakban, a parciális integrálás szabálya szerint az integrál a következőképp írható át:
{\displaystyle \int _{a}^{b}f(x)g'(x)dx=f(b)g(b)-f(a)g(a)-\int \limits _{a}^{b}f'(x)g(x)dx}.

## Elméleti levezetése
Legyen {\displaystyle f(x)} és {\displaystyle g(x)} két folytonosan differenciálható függvény. A szorzat deriváltjára vonatkozó szabály a következő:
{\displaystyle {d \over dx}(f(x)g(x))={d \over dx}f(x)g(x)+f(x){d \over dx}g(x)}.
Mindkét oldalt {\displaystyle x} szerint integrálva kapjuk, hogy
{\displaystyle \int {d \over dx}(f(x)g(x))=\int f'(x)g(x)dx+\int f(x)g'(x)dx}.
A határozatlan integrál definíciója alapján az egyenlet a következőképp egyszerűsödik le:
{\displaystyle f(x)g(x)=\int f'(x)g(x)dx+\int f(x)g'(x)dx},
ebből pedig következik, hogy:
{\displaystyle \int f(x)g'(x)dx=f(x)g(x)-\int f'(x)g(x)dx}.
Egy határozott integrál esetében az analízis alaptételét használva pedig a következő kifejezésre jutunk:
{\displaystyle \int _{a}^{b}f(x)g'(x)dx=f(b)g(b)-f(a)b(a)-\int _{a}^{b}f'(x)g(x)dx.}

## Alkalmazásai
A parciális integrálás heurisztikus, és nem mechanikus módszer integrálok kiszámítására. Csak bizonyos esetekben érdemes alkalmazni, amikor megkönnyíti a számítást. Továbbá nem mindig látszik első ránézésre, hogy melyik két függvényt érdemes {\displaystyle f(x)}-nek, illetve {\displaystyle g(x)}-nek választani.

### Polinom- és trigonometrikus függvények szorzata
Számítsuk ki {\displaystyle L}-et, ahol
{\displaystyle L=\int _{a}^{b}\ x\sin xdx}.
Legyen
{\displaystyle f=x\Rightarrow df=dx,\qquad dg=\sin xdx\Rightarrow g=\int \sin xdx=-\cos x}.
Ezután alkalmazva a parciális integrálás szabályát:
{\displaystyle \int x\sin xdx=-x\cos x-\int (-\cos xdx)=-x\cos x+\sin x+C},
ahol {\displaystyle C} az integrálási állandó.

### Konstanssal szorzott függvények
Számítsuk ki {\displaystyle L}-et, ahol
{\displaystyle L=\int \arctan xdx}.
Ebben a formában még nem egyértelmű, hogyan hasznosítható a parciális integrálás. A következőképp átírva:
{\displaystyle L=\int \arctan x\cdot 1dx},
már egy szorzat van az integrál alatt, és a következőképp választhatjuk {\displaystyle f(x)}-et és {\displaystyle g(x)}-et:
{\displaystyle f=\arctan x\Rightarrow df={1 \over 1+x^{2}}dx,\qquad dg=dx\Rightarrow g=x}.
Ezután alkalmazzuk a parciális integrálás szabályát:
{\displaystyle \int \arctan xdx=x\cdot \arctan x-\int {x \over 1+x^{2}}dx=x\cdot \arctan x-{\ln(1+x^{2}) \over 2}+C},
ahol {\displaystyle C} az integrálási állandó. 
Egy egyszerűbb példa a természetes logaritmusfüggvény:
{\displaystyle L=\int \ln xdx=\int \ln x\cdot 1dx}.
Legyen
{\displaystyle f=\ln x\Rightarrow df={dx \over x},\qquad dg=dx\Rightarrow g=x}.
Ezután alkalmazzuk a parciális integrálás szabályát:
{\displaystyle {\begin{aligned}\int \ln(x)\,dx&=x\ln(x)-\int {\frac {x}{x}}\,dx\\&=x\ln(x)-\int 1\,dx\\&=x\ln(x)-x+C\end{aligned}}},
ahol {\displaystyle C} az integrálási állandó.

### Trigonometrikus függvények szorzata
Számítsuk ki {\displaystyle L}-et, ahol
{\displaystyle L=\int \sin ^{2}xdx=\int \sin x\cdot \sin xdx}.
Legyen
{\displaystyle f=\sin x\Rightarrow df=\cos xdx,\qquad dg=\sin xdx\Rightarrow g=\int \sin xdx=-\cos x}.
Ezután alkalmazzuk a parciális integrálás szabályát, a {\displaystyle \sin ^{2}x+\cos ^{2}x=1} azonossággal:
{\displaystyle {\begin{aligned}\int \sin ^{2}xdx&=-\sin x\cdot \cos x-\int -\cos x\cdot \cos xdx\\&=-\sin x\ \cdot \cos x+\int \cos ^{2}xdx\\&=-\sin x\cdot \cos x+\int 1-\sin ^{2}xdx\\&=-\sin x\cdot \cos x+x-L\Rightarrow 2L=-\sin x\cdot \cos x+x.\end{aligned}}}
Tehát
{\displaystyle L={-\sin x\cdot \cos x+x \over 2}+C}.
ahol {\displaystyle C} az integrálási állandó.

## Fordítás
Ez a szócikk részben vagy egészben  az   Integration by parts című angol Wikipédia-szócikk ezen változatának fordításán alapul.  Az eredeti cikk szerkesztőit annak laptörténete sorolja fel. Ez a jelzés csupán a megfogalmazás eredetét és a szerzői jogokat jelzi, nem szolgál a cikkben szereplő információk forrásmegjelöléseként.